# براين بريسلي
براين بريسلي (بالإنجليزية: Brian Presley)‏ هو ممثل أمريكي، ولد في 18 أغسطس 1977 في الولايات المتحدة.

## وصلات خارجية
- براين بريسلي على موقع IMDb (الإنجليزية)
- براين بريسلي على موقع قاعدة بيانات الفيلم (الإنجليزية)